# Kanton Fraize
Kanton Fraize (fr. Canton de Fraize) byl francouzský kanton v departementu Vosges v regionu Lotrinsko. Skládal se z devíti obcí. Zrušen byl po reformě kantonů 2014.

## Obce kantonu
- Anould
- Ban-sur-Meurthe-Clefcy
- La Croix-aux-Mines
- Entre-deux-Eaux
- Fraize
- Mandray
- Plainfaing
- Saint-Léonard
- Le Valtin